# Винокур Іон Срульович
Іо́н Сру́льович (Ізраїлевич) Виноку́р (4 липня 1930, Ружин, нині Житомирської області — 19 вересня 2006, Київ) — український археолог, історик, один з провідних дослідників черняхівської культури. Доктор історичних наук (1978). Заслужений працівник вищої школи УРСР (1981). Дійсний член Академії наук Вищої школи України.

## Життєпис
Народився Іон Винокур 4 липня 1930 року на Житомирщині, у робітничій сім'ї. Батько працював тут майстром бляхарської справи і за своїм розумом та вдачею був порадником у життєвих перипетіях багатьох мешканців округи. В Ружині хлопчик провів усього шість років. У 1936 році сім'я переїхала до Житомира. Під час німецько-радянської війни разом із сім'єю був евакуйований до м. Ашгабат, що у Туркменській РСР і лише у 1944 році повернувся до Житомира, де й закінчив місцеву середню школу № 25. У 1948 року Винокур вступає на історичний факультет Чернівецького університету. Відомий український археолог та педагог Борис Тимощук з другого курсу навчання почав брати із собою Винокура в археологічні експедиції по Буковині, а в 1951—1952 роках залучив його до роботи у складі Галицької археологічної експедиції АНУ. Іон Ізраїлевич увійшов у світ археологічної науки і пов'язав з нею усе подальше життя.
По закінченню у 1953 році історичного факультету Чернівецького університету він повертається до Житомира, де до 1957 року працює науковим співробітником обласного краєзнавчого музею. У 1954 році він розпочав активне співробітництво з редакцією обласної газети «Радянська Житомирщина», на шпальтах якого почали періодично з'являтися статті І. Винокура на історичну тематику. Водночас республіканський журнал «Україна» вмістив декілька його нарисів та досліджень культурознавчого характеру. Ще під час «буковинського періоду» і у особистому житті Іона Винокура сталися зміни. Ще в студентські часи він познайомився, а у 1955 році одружився з молодим науковцем та викладачем Чернівецького університету Надією Григорівною Литовченко.
1957 року Іон Винокур повертається до Чернівецького університету та починає публікувати сам або у співавторстві з Борисом Тимощуком звіти про роботу археологічного загону Чернівецького університету, також виступає одним з організаторів стаціонарних досліджень 1958 року трипільського поселення біля с. Магала Новоселицького району й широко інформує про знахідки громадськість в журналах «Україна», «Археологія», у 1959 році — давньоруського храму ХІІ–ХІІІ століття в околицях с. Василів Заставнівського району, у 1962 році — Киселівського могильника І–ІІ століття н. е. та багатьох інших.
Підсумком багаторічної праці стало видання монографії «Старожитності Східної Волині першої половини І тисячоліття н. е.» та захист у 1962 році у Ленінграді однойменної дисертації, по результатах захисту отримав науковий ступінь «Кандидат історичних наук». У 1963 році Іон Ізраїлевич почав викладати на історичному факультеті Кам'янець-Подільського педагогічного інституту. У 1964 році Іон Винокур був одним із засновників та керівників Хмельницького обласного історико-краєзнавчого товариства, а у 1993 році став її почесним членом. У 1969 році Винокур очолив кафедру історії СРСР та УРСР, яка у 1991 році ним була реорганізована у кафедру історії Східної Європи та археології. У 1978 році в інституті археології АН України Іон Винокур захистив докторську дисертацію на тему: «Історія та культура черняхівських племен лісостепового Дністро-Дніпровського межиріччя», а у 1980 році став професором. У 1995 році став лауреатом Кам'янець-Подільської міської премії у галузі історико-краєзнавчих досліджень. Від 1997 року — академік Академії наук вищої школи України, двома роками пізніше — академік Української академії історичних наук, Заслужений працівник вищої школи України, лауреата низки наукових премій України, а також нагороджений медалями «За доблесну працю», А. С. Макаренка, Ярослава Мудрого, значком «Відмінник народної освіти України», Почесною Грамотою і медаллю Верховної Ради України за особливі заслуги перед українським народом (2003), Почесними Грамотами Міністерства освіти України й іншими відзнаками. Ім'я вченого занесено до Книги Пошани Хмельницької області та присвоєно одній із вулиць м. Кам'янця-Подільського.
Водночас Іон Ізраїлевич був турботливим сім'янином і вдячним сином. З дружиною Надією Григорівною (кандидатом біологічних наук, доцентом) виховали дочку Тетяну, яка обрала шлях батьків — працює у вишах Києва. Світлій пам'яті своїх батьків він присвятив монографію «Слов'янські ювеліри Подністров'я» (1997).
Після смерті дружини, у 2005 році, І. Винокур перебрався до Києва, де очолив кафедру гуманітарних наук славістичного університету та при цьому він не розривав зв'язків з рідним Кам'янець-Подільським університетом, продовжуючи викладати на історичному факультеті археологію і спецкурси та керувати літньою археологічною практикою.
19 вересня 2006 року, після короткотривалої хвороби серце академіка Іона Винокура перестало битися. За висновками, лікарів, причиною смерті став колоректальний рак. Похований він на місцевому цвинтарі у с. Михайлівка-Рубежівка, що біля Києва.

### Статті
- 1954 — «Пам'ятки первісної історії Житомирщини», «Пам'ятник часів визвольної війни 1648—1654 років»;
- 1955 — «Новоград-Волинський скарб римських монет», «Стародавній Житомир», «Стародавній Коростень»;
- 1956 — «Відкриття Радомишльської палеолітичної стоянки», «Стародавній Овруч»;
- 1958 — «Корчакська група ранньослов'янських пам'яток на території Східної Волині»;
- 1959 — «Ранньослов'янські пам'ятки Східної Волині»;
- 1960 — «Древности Восточной Волыни»;
- 1976 — «Як починався Кам'янець»;

### Монографії, доповіді, дисертації
- 1962 — «Старожитності Східної Волині першої половини І тисячоліття н. е.»;
- 1972 — «Історія та культура черняхівських племен Дністро-Дніпровського межиріччя ІІ–V століть н. е.»;
- 1977 — «Давні слов'яни на Дністрі»;
- 1978 — «Історія та культура черняхівських племен лісостепового Дністро-Дніпровського межиріччя»;
- 1985 — «Історія лісостепового Подністров'я та південного Побужжя. Від кам'яного віку до середньовіччя»;
- 1991 — «Буша»;
- 1993 — «Слов'янські пам'ятки Східної Волині І тис. н. е.»;
- 1994 — «Бакота: Столиця давньоруського Пониззя»;
- 1997 — «Слов'янські ювеліри Подністров'я»;
- 1998 — «Дулібсько-волинський союз в історії східних слов'ян»;
- 1999 — «Слов'яно-руські старожитності у надріччі Гнилоп'яті»;
- 2000 — «Черняхівська культура: витоки і доля»;

### Книги, брошюри, методичні та навчальні посібники, рекомендації
- 1956 — «Археологічні пам'ятки Житомирщини»;
- 1964 — «Археологічні пам'ятки Хмельниччини»;
- 1967 — «Збирання і вивчення археологічних пам'яток та методика їх використання в школі»;
- 1980 — «Борьба Руси за свержение татаро-монгольского ига»;
- 1982 — «Древний Киев»;
- 1987 — «Устим Кармалюк»;
- 1989 — «Пам'ятки історії у творчості Т. Г. Шевченка»;
- 1990 — «Нариси історії Поділля» (співавторство);
- 1994; 2004 — підручник для вузів «Археологія України»;
- 1997 — «Археологія доби українського козацтва XVI–XVII ст.» (колективна праця).

У співавторстві зі своїм вчителем — д.і.н., професором Борисом Тимощуком:
- 1958 — «Що повинен знати юний турист про археологічні пам'ятки Буковини»;
- 1961 — «Слов'янські пам'ятки Буковини»;
- 1962 — «Пам'ятки епохи полів поховання на Буковині».

У співавторстві зі своїм учнем — к.і.н., доцентом Сергієм Трубчаніновим:
- 1993 — «Історія Поділля та Південно-Східної Волині» (для загальноосвітньої школи);
- 1995 — «Історія України. 7 клас: Експериментальний підручник»;
- 1996 — «Давня і середньовічна історія України».

Іон Винокур також входив до редколегії та авторського колективу зі створення тому «Історія міст і сіл УРСР. Хмельницька область» (1971), «Довідника з археології України. Хмельницька область» (1984), серійних наукових збірників «Освіта, наука і культура на Поділлі» (1998—2006), «Кам'янеччина в контексті історії Поділля» (1997, 1998), «Кам'янець-Подільський в контексті українсько-європейських зв'язків» (2003—2006), «Хмельниччина: Дивокрай» (1995—2006), «Праці Житомирського науково-краєзнавчого товариства дослідників Волині» (1998—2006).